# Bratronice (kraj środkowoczeski)
Bratronice – gmina w Czechach, w powiecie Kladno, w kraju środkowoczeskim. Według danych z dnia 1 stycznia 2013 liczyła 890 mieszkańców.